# Френк Кларк (актор)
Френк Кларк (англ. Frank Clark, 22 грудня 1857 — 10 квітня 1945) — американський актор німого кіно. Він з'явився в 197 фільмах між 1910 і 1938 роках. Народився в Цинциннаті, штат Огайо і помер у місті Вудленд-Гіллз, Лос-Анджелес.

## Часткова фільмографія
- 1910 — Сержант / The Sergeant
- 1913 — Жаль! Бідний Йорик! / Alas! Poor Yorick!
- 1913 — Вамба дитя джунглів / Wamba A Child of the Jungle
- 1915 — Килим з Багдада / The Carpet from Bagdad
- 1917 — Людина з Пейнтед Пост / The Man from Painted Post
- 1918 — Підла людина / The Yellow Dog — Александр Каммінгс
- 1918 — Світло західних зірок / The Light of Western Stars
- 1919 — Зґвалтована Вірменія / Ravished Armenia
- 1920 — Неприборканий / The Untamed
- 1921 — Діамантова Королева / The Diamond Queen
- 1923 — Техаський Рейнджер / The Lone Star Ranger
- 1925 — Вовча кров / Wolf Blood
- 1928 — Остаточний розрахунок /A Final Reckoning